# Napoli (tỉnh)

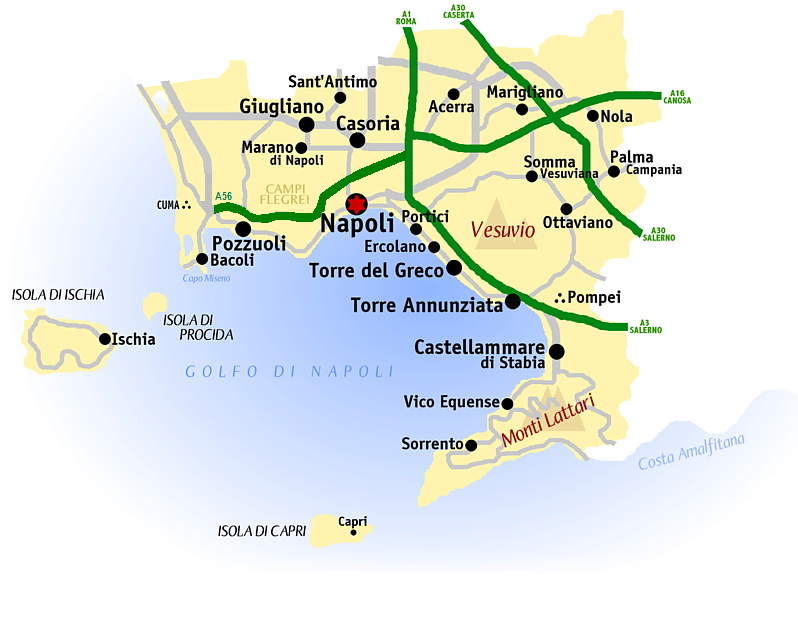
Bản đồ tỉnh Napoli

Tỉnh Napoli (tiếng Ý: Provincia di Napoli) là một tỉnh cũ ở vùng Campania của Ý. Thủ phủ là thành phố Napoli. Diện tích: 1.171 km², dân số 3.092.859 người (2005). Có 92 comuni ở tỉnh này  Lưu trữ ngày 7 tháng 8 năm 2007 tại Wayback Machine. Từ năm 2015, tỉnh bị thay thế bằng Thành phố trung tâm Napoli
Các comuni chính: (ngày 30/11/2005):
| Comune                  | Dân số  |
| ----------------------- | ------- |
| Napoli                  | 983.797 |
| Giugliano in Campania   | 108.492 |
| Torre del Greco         | 88.540  |
| Pozzuoli                | 82.503  |
| Casoria                 | 81.871  |
| Castellammare di Stabia | 65.794  |
| Afragola                | 63.483  |
| Marano di Napoli        | 58.978  |
| Portici                 | 57.062  |
| Ercolano                | 55.310  |
| Acerra                  | 50.726  |
| Casalnuovo di Napoli    | 50.235  |